# Hydnophytum agatifolium
Hydnophytum agatifolium är en måreväxtart som beskrevs av Theodoric Valeton. Hydnophytum agatifolium ingår i släktet Hydnophytum och familjen måreväxter. Inga underarter finns listade i Catalogue of Life.